# Kladd und Datsch, die Pechvögel
Kladd und Datsch, die Pechvögel è un film del 1926 diretto da Phil Jutzi.

## Produzione
Il film fu prodotto dalla Prometheus-Film-Verleih und Vertriebs-GmbH